# 蕃人公學校

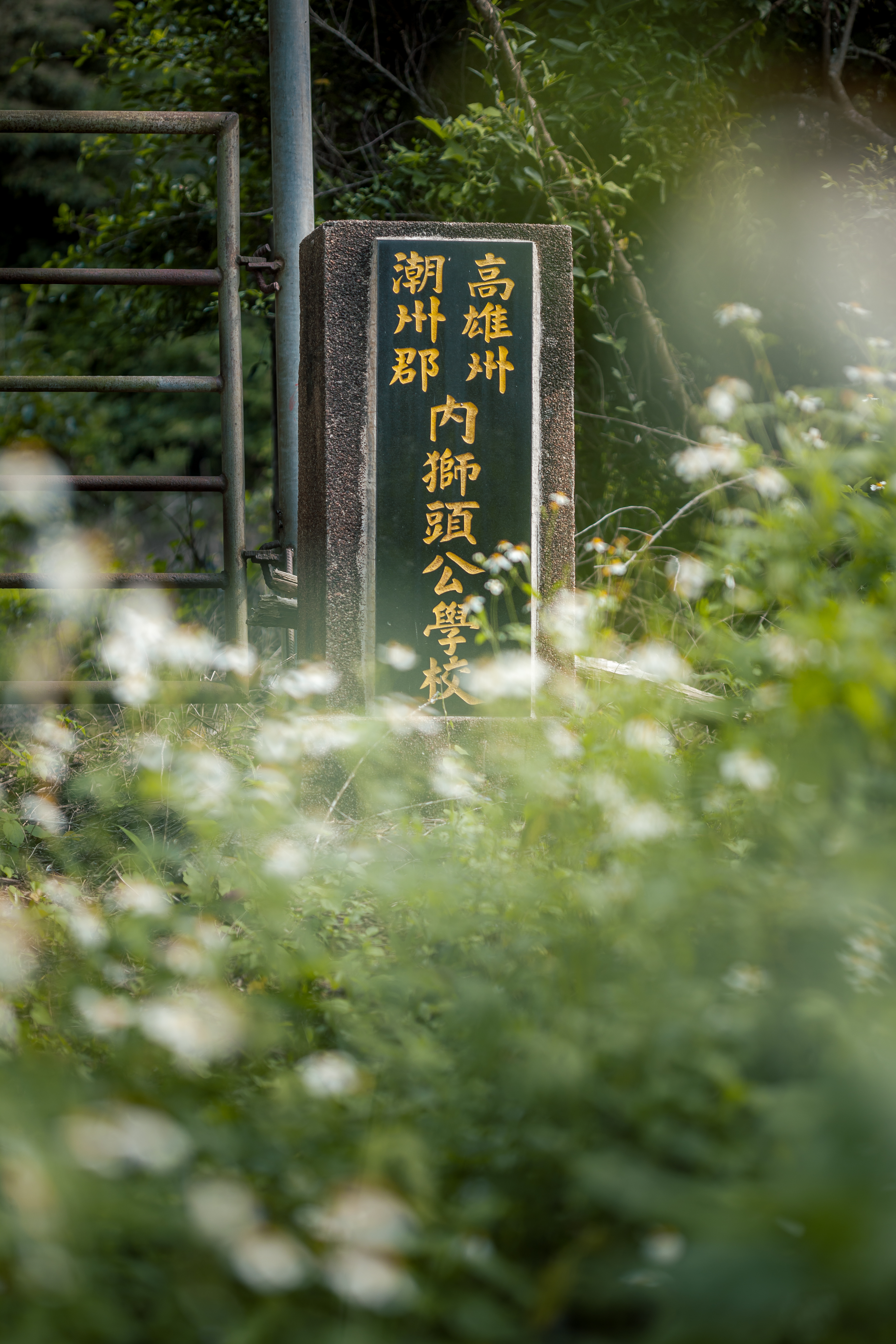
潮州郡時期的內獅頭公學校校門題字，1922年以前為「內獅頭蕃人公學校」。內獅頭公學校後來與內獅頭社一同遷至山腳的枋山，為今內獅國民小學前身，但原址仍留有部分設施。

蕃人公學校為台灣日治時期1905年至1922年間，以中央或地方經費所開設的台灣原住民兒童義務教育學校，其前身是國語傳習所。台灣總督府在1922年4月實施第二次《台灣教育令》後，蕃人公學校於是廢止改制為「公學校」。1941年4月，因《國民學校令》實施，小學校、公學校、蕃人公學校一律改至為「國民學校」。在二次世界大戰後，由於國民政府的小學亦稱為國民學校，其於1945年接收台灣後，臺灣的學校仍沿用國民學校的名稱。
蕃人一詞是日人解釋「居住於未開墾蕃地」台人的稱呼，亦即今日的原住民。此名稱於1936年由「高砂族」（高砂為台灣的異稱）替代。雖名稱中有「公學校」三字，但學制及內容與一般公學校有別。

## 沿革

### 設立國語傳習所
1895年5月，日本開始於台灣的統治。在臺灣的抗日活動趨緩平定後，台灣總督府在1896年4月1日實施民政，而學務部以普及日語為目的，於6月22日公佈《國語傳習所規則》，同年9月總督府公布《臺灣總督府國語學校規則》。台灣總督府之後在各地陸續設置14所國語傳習所，這規則裡面所稱的「國語」指的是日語（因當時台灣為日本領土），而設立此傳習所最重要的目的在於普及日語。
對於專供原住民童就學的學校，最初是在1900年9月10日在豬朥束（今滿州鄉里德村）設立的「恆春國語傳習所豬朥束分教場」，此為台灣第一所原住民小學，而目前該分教場舊址有塊「高砂族教育發祥地紀念碑」供人憑弔。不久，當時部分位於「蕃地」附近的國語傳習所亦隨後分別在原住民部落設置數所國語傳習所分教場，例如於1897年9月4日設立的臺東國語傳習所，以及馬蘭、卑南分教場。
1898年7月28日，台灣總督府發布《台灣公立公學校規則》、《台灣公立公學校官制》、《台灣公學校令》，自10月1日實施；國語傳習所於是廢止，另行設立同樣性質的「公學校」；但臺東、恆春兩地因缺乏經費，暫時延續國語傳習所，而原住民所唸的分教所通常未達設置公學校的標準，只能升格為「國語傳習所」，例如：豬朥束分教場升格為豬朥束國語傳習所。1899年，台灣總督府再以訓令27號規定「蕃人子弟」進入公學校之規定，此為限制原住民義務教育的法源。1900年9月30日，在公告廢止澎湖島國語傳習所後，其他國語傳習所皆為蕃人教育機構。

### 改制為蕃人公學校
1905年，台灣總督府發布訓令32號「蕃人子弟就學之公學校教育規程」，明令廢止原有存在的「蕃人」國語傳習所，改名為「蕃人公學校」，此時的蕃人公學校有恆春廳蕃地3所（圓山埔、高士佛、萃芒）、臺東廳12所（馬蘭、卑南、知本、太麻里、璞石閣、太巴塱、薄薄、太魯閣、呂家、巴塱衛、水尾、蔴老漏）。同時，有五所國語傳習所改為「公學校」，其分別為台東、花蓮港、公埔、蚊蟀公學校、台東公學校成廣澳分校。蕃人公學校在之後陸續設立，在1920年底時已有28校。另外，位於新竹廳的南庄公學校自1906年2月6日開始招收蕃人子弟。
1922年4月1日，蕃人公學校及其分教場隨著第二次《臺灣教育令》實施而廢止，皆改為「公學校」，蕃人公學校自此於教育體制中消失。例如：蚊蟀蕃人公學校改為蚊蟀公學校。另外，供原住民就讀的公學校中，只有5所（德文、內獅頭、萃芒、高士佛、霧社）位在蕃地，其他皆位在一般行政區。1941年4月1日後，更將所有公學校改制為教授第三號課表的國民學校，蕃童教育所則仍是獨樹一格的存在。

## 特色
臺灣日治時期的原住民教育，除了較特殊的蕃童教育所，全部納入了蕃人公學校。蕃童教育所隸屬於警政機關，屬於理番政策的一部分，且大多位在蕃地。蕃人公學校在1922年改制為公學校之前，蕃人公學校共有30所，學童4,700人；蕃童教育所於同年則共有123所，學童2,626人。
關於蕃人公學校與公學校的差異，公學校的學制基本上是4年，公學校則是6年。根據1914年的蕃人公學校規則，該學制還可因地制宜，設立3年制的蕃人公學校學制。而在學習科目方面，蕃人公學校主要有國語、算術與修身三科目。另視情況可加設農業、手工與唱歌。

## 影響
台灣總督府於原住民教育上，投入較清朝更多的心力。原因雖不免是為了統治治理上的方便，但比起消極的驅逐與設置隘線，長期來看是有效率得多；但主要也是因為清朝對於原住民的統治僅局限於平埔族，而未涉及高山族原住民。也因此，日治時期的原住民日語普及率比漢語高很多。1945年中華民國統治台灣後的一段時間內，日語仍是原住民區域較普遍的文字與第二語言。

## 蕃人公學校列表
全台曾經設置過的蕃人公學校如下：
| #                    | 學校名                | 蕃人公學校    | 蕃人公學校    | 創校年        | 現況 |
| #                    | 學校名                | 起年          | 迄年          | 創校年        | 現況 |
| 南投廳→臺中州        | 南投廳→臺中州         | 南投廳→臺中州 | 南投廳→臺中州 | 南投廳→臺中州 | 南投廳→臺中州                                                                                              |
| -------------------- | --------------------- | ------------- | ------------- | ------------- | --- |
| 1                    | 霧社蕃人公學校        | 1917          | 1922          | 1914          | 1941年4月1日與霧社尋常小學校合併為霧社國民學校，原址現為萬大發電廠第二辦公室                               |
| 恆春廳→阿緱廳→高雄州 |                       |               |               |               | |
| 1                    | 高士佛蕃人公學校      | 1905          | 1922          | 1905          | 屏東縣牡丹鄉高士國民小學                                                                                   |
| 2                    | 蚊蟀蕃人公學校        | 1917          | 1921          | 1896          | 屏東縣滿州鄉滿州國民小學                                                                                   |
| 3                    | 內獅頭蕃人公學校      | 1917          | 1922          | 1905          | 初為圓山埔公學校，1912年遷到內獅頭社並改稱內獅頭公學校，屏東縣獅子鄉內獅國民小學                           |
| 4                    | 率芒蕃人公學校        | 1917          | 1922          | 1907          | 屏東縣春日鄉古華國民小學                                                                                   |
| 臺東廳               |                       |               |               |               | |
| 1                    | 太魯閣蕃人公學校      | 1905          | 1907          | 1901          | 1907年遷校至七腳川並改稱七腳川公學校，1909年合併至里壠公學校（今臺東縣關山鎮關山國民小學）                 |
| 2                    | 卑南蕃人公學校        | 1905          | 1918          | 1897          | 臺東縣卑南鄉南王國民小學                                                                                   |
| 3                    | 知本蕃人公學校        | 1905          | 1922          | 1900          | 臺東縣臺東市知本國民小學                                                                                   |
| 4                    | 都鑾蕃人公學校        | 1908          | 1925          | 1908          | 臺東縣東河鄉都蘭國民小學                                                                                   |
| 5                    | 馬蘭蕃人公學校        | 1917          | 1922          | 1897          | 臺東縣臺東市新生國民小學                                                                                   |
| 6                    | 太麻里蕃人公學校      | 1917          | 1922          | 1901          | 臺東縣太麻里鄉大王國民小學                                                                                 |
| 7                    | 呂家蕃人公學校        | 1917          | 1938          | 1905          | 臺東縣卑南鄉利嘉國民小學                                                                                   |
| 8                    | 巴塱衛蕃人公學校      | 1917          | 1922          | 1905          | 臺東縣大武鄉大武國民小學                                                                                   |
| 9                    | 蔴荖漏/新港蕃人公學校 | 1917          | 1922          | 1905          | 初名蔴荖漏蕃人公學校，1921年改名新港蕃人公學校，1945年併至新港湊國民學校（今臺東縣成功鎮三民國民小學）     |
| 10                   | 里壠蕃人公學校        | 1917          | 1922          | 1906          | 臺東縣關山鎮關山國民小學                                                                                   |
| 11                   | 虷仔崙蕃人公學校      | 1917          | 1922          | 1910          | 1938年改名為金崙公學校，1953年併入金峰鄉賓茂國民學校（今名臺東縣金峰鄉賓茂國民小學）                       |
| 12                   | 都歷蕃人公學校        | 1917          | 1922          | 1912          | 臺東縣成功鎮信義國民小學                                                                                   |
| 13                   | 新開園蕃人公學校      | 1917          | 1922          | 1913          | 臺東縣池上鄉福原國民小學                                                                                   |
| 14                   | 沙汝灣蕃人公學校      | 1917          | 1922          | 1917          | 臺東縣長濱鄉寧埔國民小學                                                                                   |
| 15                   | 加走灣蕃人公學校      | 1921          | 1922          | 1910          | 臺東縣長濱鄉長濱國民小學                                                                                   |
| 16                   | 北絲鬮蕃人公學校      | 1921          | 1922          | 1921          | 臺東縣卑南鄉初鹿國民小學                                                                                   |
| 臺東廳→花蓮港廳      |                       |               |               |               | |
| 1                    | 薄薄蕃人公學校        | 1905          | 1921          | 1900          | 花蓮縣吉安鄉宜昌國民小學                                                                                   |
| 2                    | 璞石閣/玉里蕃人公學校 | 1905          | 1920          | 1900          | 初名璞石閣蕃人公學校，1917年改名玉里蕃人公學校，今花蓮縣玉里鎮樂和國民小學                                 |
| 3                    | 水尾蕃人公學校        | 1905          | 1917          | 1905          | 花蓮縣瑞穗鄉瑞美國民小學                                                                                   |
| 4                    | 大庄蕃人公學校        | 1905          | 1937          | 1905          | 花蓮縣富里鄉東里國民小學                                                                                   |
| 5                    | 拔仔蕃人公學校        | 1913          | 1917          | 1913          | 花蓮縣瑞穗鄉富源國民小學                                                                                   |
| 6                    | 月眉蕃人公學校        | 1914          | 1922          | 1914          | 花蓮縣壽豐鄉月眉國民小學                                                                                   |
| 7                    | 太巴塱蕃人公學校      | 1917          | 1922          | 1900          | 花蓮縣光復鄉太巴塱國民小學                                                                                 |
| 8                    | 貓公蕃人公學校        | 1917          | 1937          | 1911          | 花蓮縣豐濱鄉豐濱國民小學                                                                                   |
| 9                    | 鯉魚尾蕃人公學校      | 1917          | 1917          | 1916          | 花蓮縣壽豐鄉壽豐國民小學                                                                                   |
| 10                   | 觀音山蕃人公學校      | 1918          | 1921          | 1917          | 花蓮縣玉里鎮觀音國民小學                                                                                   |
| 11                   | 水璉尾蕃人公學校      | 1919          | 1922          | 1919          | 花蓮縣壽豐鄉水璉國民小學                                                                                   |
| 12                   | 大港口蕃人公學校      | 1921          | 1924          | 1921          | 花蓮縣豐濱鄉港口國民小學                                                                                   |
| 13                   | 奇密蕃人公學校        | 1926          | 1937          | 1925          | 花蓮縣瑞穗鄉奇美國民小學                                                                                   |
| 14                   | 下朥灣/落合蕃人公學校 | 1937          | 1941          | 1937          | 1937年初名下朥灣蕃人公學校，同年改名落合蕃人公學校，二戰後併入第一里國民學校（今花蓮縣玉里鎮樂和國民小學） |

## 外部連結
- 蕃人公學校 （页面存档备份，存于）